# Solanum campanulatum
Solanum campanulatum är en potatisväxtart som beskrevs av Robert Brown. Solanum campanulatum ingår i släktet skattor som ingår i familjen potatisväxter. Inga underarter finns listade i Catalogue of Life.